# Haruka
Haruka (jap. はるか, ハルカ) – imię japońskie, noszone częściej przez kobiety niż przez mężczyzn.

## Możliwa pisownia
Haruka można zapisać używając wielu różnych znaków kanji i może znaczyć m.in.:
- 遙, „odległość”
- 遥, „odległość”
- 悠, „odległość” (występuje też inna wymowa tego imienia: Yū)
- 遼, „odległość” (występuje też inna wymowa tego imienia: Ryō)
- 春香, „wiosna, zapach”
- 春花, „wiosna, kwiat”[1]
- 春華
- 晴香, „słoneczna pogoda, zapach”
- 遥花, „odległość, kwiat”

## Znane osoby
- Haruka Aizawa (遥), japoński mangaka
- Haruka Ayase (はるか), japońska aktorka
- Haruka Igawa (遥), japońska aktorka
- Haruka Minami (遥), pseudonim japońskiej mangaki
- Haruka Miyashita (遥), japońska siatkarka
- Haruka Shimotsuki (はるか), japońska piosenkarka i kompozytorka
- Haruka Shiraishi (晴香), japońska aktorka i seiyū
- Haruka Suenaga (遥), japońska aktorka
- Haruka Takachiho (遙), japoński pisarz science fiction
- Haruka Tomatsu (遥), japońska seiyū

## Fikcyjne postacie
- Haruka (ハルカ) / Żółta Maska, bohaterka serialu tokusatsu Hikari Sentai Maskman
- Haruka, postać z anime Sister Princess
- Haruka/May (ハルカ), bohaterka gier i anime z serii Pokémon
- Haruka Amami (春香), bohaterka gry konsolowej The Idolmaster
- Haruka Kaminogi (ハルカ), główna bohaterka anime Noein
- Haruka Konoe (遥), bohaterka gry Love Live! School Idol Festival ALL STARS(inne języki) i anime Love Live! Nijigasaki High School Idol Club(inne języki)
- Haruka Kuran (悠), bohater mangi i anime Vampire Knight
- Haruka Minami (春香), bohaterka mangi Minami-ke
- Haruka Nishida (はるか), bohaterka mangi Kanamemo
- Haruka Nogizaka (春香), bohaterka anime Nogizaka Haruka no himitsu
- Haruka Ozawa (晴香), bohaterka light novel, mangi i anime Shinrei Tantei Yakumo
- Haruka Sakomizu (ハルカ), postać z light novel Strike Witches
- Haruka Sawamura (遥), bohater gier wideo Yakuza
- Haruka Suzumiya (遙), główna bohaterka anime Wieczność, której pragniesz
- Haruka Suzushiro (城遥), bohaterka anime My-HiME, w anime My-Otome jej imię zmieniono na Haruka Armitage (jap. ハルカ・アーミテージ Haruka Āmitēji)
- Haruka Tenō (はるか), jedna z bohaterek mangi i anime Sailor Moon
- Haruka Urashima (はるか), jedna z bohaterek mangi i anime Love Hina
- Haruka Inaba (遥), bohater mangi i anime Cuticle Tantei Inaba
- Haruka Nanase (遥), główny bohater anime Free!
- Haruka Haruno (はるか), główna bohaterka anime Go! Princess Pretty Cure